# Stille Nacht (Film)
Stille Nacht (Originaltitel: Silent Night) ist ein US-amerikanischer Spielfilm aus dem Jahr 2012, bei dem der österreichische Filmemacher Christian Vuissa Regie führte, das Drehbuch schrieb und auch produzierte. Im Programm von BYU TV der Brigham Young University hatte er am 22. November 2012 Premiere. Der Film behandelt das Leben von Joseph Mohr, einem katholischen Priester, der bereits 1816 in Mariapfarr im salzburgischen Bezirk Lungau den Text für das spätere Stille-Nacht-Lied, eines der bekanntesten Weihnachtslieder der Geschichte, schrieb. Der Film kam auf Deutsch am 28. November 2013 in die österreichischen/deutschen Kinos.

## Handlung
Der katholische Priester Joseph Mohr wird im Jahre 1818 zum Dienst nach Oberndorf bei Salzburg berufen, wobei ihm der wohlwollende Domvikar sicherheitshalber ein fertiges Versetzungsschreiben mitgibt, falls er einmal in Schwierigkeiten geraten sollte. In Oberndorf herrschen aufgrund von Krieg, Überschwemmungen und einer neu gezogenen Grenze Armut und Hoffnungslosigkeit. Das will der junge Priester ändern. Sein Ziel ist es, die Kirche den Menschen näherzubringen. Sein Vorgesetzter, Pfarrer Josef Kessler, ist ganz seiner Meinung, und die beiden sind sich einig, dass das Volk anstatt einer autoritären Kirchenführung menschliche Zuwendung und Hoffnung braucht. Um ihm das Wort Gottes verständlicher zu machen, wollen sie die Messe gemeinsam mit einer deutschsprachigen Predigt abhalten. Mohr trifft auch den Arnsdorfer Lehrer und Organisten Franz Gruber, mit dem er einen Kirchenchor gründet, der ebenfalls auf Deutsch anstatt auf Lateinisch singen soll, nachdem die Verwendung der Volkssprache vom früheren Erzbischof gutgeheißen wurde.
Mohr besucht die Taverne in Oberndorf und lernt Maria und ihre Freunde kennen, die schon lange nicht mehr die Kirche besucht haben und im Ort als Abschaum gelten. Er ist von Marias Singstimme jedoch so beeindruckt, dass er vorschlägt, ihr Gesangunterricht zu geben. Außerdem lädt er ihre Freunde ein, im neu gegründeten Kirchenchor mitzusingen. Mohr ist sich auch nicht zu schade, seine Gitarre in der Taverne zu spielen und mit Maria und ihren Freunden weltliche Lieder zu singen. Seine Bemühungen machen sich bezahlt, da Maria und einige ihrer Freunde am Sonntag in die Kirche kommen.
Kurz nach Mohrs Ankunft wird Pfarrer Kessler in eine andere Pfarre versetzt, da er sich wegen seiner liberalen Ideen Feinde geschaffen hat. Mohr hat es plötzlich mit einem neuen Vorgesetzten zu tun: Pfarrer Georg Heinrich Nöstler, der in der nahegelegenen Wallfahrtskirche Maria Bühel amtiert, vertritt eine streng konservative Haltung und weiß mit Mohrs Ideen sehr wenig anzufangen. Nöstler glaubt, dass nur eine starke Kirchenautorität die Menschen zum Gehorsam bewegen kann, und verbietet Mohr, das "Gesindel der Stadt" in die Kirche einzuladen, da dieses ähnlich einem Virus die ganze Gemeinde verseuchen würde. Mohr muss sich entscheiden, ob er seine Vision der Hoffnung für alle Menschen weiterverfolgt oder sich seinem Vorgesetzten unterordnet.
Mohr hat es sich zur Aufgabe gemacht, die Armen und Bedürftigen in Oberndorf zu besuchen, und versucht, ihre Schmerzen und Sorgen zu lindern. Darunter befindet sich auch die alleinstehende Mutter Klara mit ihrem schwer erkrankten Sohn Johannes. Mohr bemüht sich, Klara Hoffnung zu schenken und sich um den Jungen zu kümmern. Einmal liest er ihm als Gute-Nacht-Geschichte ein Gedicht vor, das er selbst geschrieben hat. „Stille Nacht! Heilige Nacht! Alles schläft, einsam wacht nur das traute heilige Paar. Holder Knab im lockigten Haar. Schlafe in himmlischer Ruh!“ Als er das Gedicht beendet, ist Johannes bereits eingeschlafen. Klara bedankt sich bei Mohr, dass er sie wegen ihres unehelichen Kindes nicht verurteilt, und beginnt für den jungen Priester Gefühle zu hegen, vor denen er aber wegen seines Amtes zurückweicht. Trotzdem besucht er sie oft als Seelsorger und allmählich wird Johannes wie ein Sohn für ihn.
Der ausschließlich aus Männern bestehende Kirchenchor beginnt kurz darauf seine Proben, und einige aus der Taverne nehmen daran teil. Maria begleitet ihre Freunde und beginnt spontan mitzusingen. Bei der ersten öffentlichen Aufführung des Kirchenchors bleiben Marias Freunde der Kirche allerdings fern. Nur ihr bester Freund Anton kommt mit, will aber ohne sie nicht am Chor teilnehmen. Um ihn zum Mitsingen zu überreden, gesellt sich Maria zum Männerchor und beginnt mitzusingen. Der Skandal einer Frau im Kirchenchor und eines auf Deutsch gesungenen Liedes bewegt die Gemüter, und Pfarrer Nöstler erfährt durch den konservativen Einwohner Decker schnell davon.
Beflügelt vom Erfolg des Kirchenchors, fühlt Mohr sich in seinem Tun bestätigt und möchte zur Weihnachtsmesse ein eigenes Chorlied einstudieren, das ebenfalls auf Deutsch gesungen werden soll. Er bittet seinen Freund Gruber, die Melodie für das Lied zu schreiben. Doch Nöstler ordnet an, dass von nun an der Chor nur in Lateinisch singen darf und ohne die Beteiligung einer Frau. Nöstler droht Mohr mit Versetzung und Gruber mit Entlassung, sollten sie weiterhin ungehorsam sein.
Alle Bemühungen Mohrs scheinen damit zum Scheitern verurteilt. Nöstler beginnt, die Messe selbst zu halten, und zwar ohne Predigt auf Deutsch. Schon bald bleiben Maria und ihre Freunde sowie auch viele andere Bewohner der Kirche wieder fern. Zudem erkrankt Johannes nach einer zwischenzeitlichen Genesung erneut schwer und Mohrs und Klaras Gebete bleiben unerhört, da der Junge schließlich stirbt. Dies nimmt Mohr so sehr mit, dass er selbst ernsthaft erkrankt und durch seine Mutter und Schwester gesundgepflegt werden muss. Als kurz vor Weihnachten auch noch die Kirchenorgel kaputtgeht, steht er endgültig vor der Wahl, entweder Oberndorf für immer zu verlassen oder zusammen mit Gruber trotz allem weiterzumachen.
Nachdem Mohr bereits das vom Domvikar erhaltene Versetzungsgesuch abgeschickt hat, macht ihm ausgerechnet die trauernde Klara klar, wie viel Hoffnung er ihrem Sohn und ihr geschenkt hat und dass er nicht an dem erlebten Unglück verzweifeln darf. Nöstler teilt Mohr anschließend mit, dass seiner Versetzung stattgegeben wurde und erzählt ihm dabei überraschend, dass er in seinem Alter von ähnlichen Ideen durchdrungen war wie er. Jedoch habe er infolge von Rückschlägen und Enttäuschungen irgendwann resigniert und sich der bestehenden Kirchenordnung untergeordnet.
Letztlich ist es Maria, die Mohr im Beichtstuhl davon überzeugen kann, dass die Menschen in Oberndorf ohne ihn verloren sind. Daher teilt er am Morgen des Heiligabend Nöstler seine Entscheidung mit, dennoch zu bleiben und wieder auf Deutsch zu predigen, er möge dies gutheißen oder nicht. Mit Gruber komponiert Mohr für sein Gedicht "Stille Nacht" noch am selben Tag eine Melodie auf Gitarre und beide singen es abends in der Kirche unter Begleitung des Chors. Während die Gemeinde von dem Gesang tief ergriffen ist, kommt auch Pfarrer Nöstler in den Eingangsbereich der Kirche und hört dem Lied andächtig zu.

## Kritik
- „Erfüllt alle Erwartungen. Ein sehr bewegender Weihnachtsfilm.“ Deseret News[3]
- „Eine inspirierende Geschichte über Glaube, Hoffnung und Beharrlichkeit.“ The Dove Foundation[4]
- „So empfindsam und geistreich wie das Weihnachtslied, auf dem der Film basiert. Verdient das Prädikat Weihnachtsklassiker.“ The Independent Critic[5]
- „… die zahlreichen Auszeichnungen, die der Film auf diversen Festivals bekommen hat, sind eher der Ausrichtung des Films geschuldet als seinen künstlerischen Qualitäten. Die sind nämlich recht überschaubar.“[6]
- „An den Originalschauplätzen in Österreich gedreht, besticht der amerikanische Film […] durch seine gründlich recherchierte Geschichte und die atmosphärische Umsetzung. Wer sich mit geistreicher Unterhaltung auf die […] Weihnachtszeit einstimmen will, ist mit diesem Film bestens bedient. Er verzaubert sein Publikum mit beeindruckend gefilmten Bildern und interessanten historischen Details. Ein Weihnachtsfilm für die ganze Familie, besinnlich, klug und einfühlsam.“ Kino.de[7]